# Ініціативи змін
Ініціативи змін (англ. Initiatives of Change, IofC) — міжнародна організація, яка займається «побудовою довіри попри світові протиріччя» в культурі, національності, віруваннях та походженні. Ініціативи змін були відомі як Моральне переозброєння (MRA) з 1938 по 2001 рік, і Оксфордська група, починаючи з 1929 року, після того, як з 1921 року називалась «Християнським братством першого століття».

## Принципи
Ці принципи взяті з принципів організації «Моральне переозброєння» (MRA), заснованої в 1938 році Франком Бухманом. Ініціативи змін мають духовне коріння, але не виявляють релігійних переваг, і запрошують "тих, хто має віру... — дослідити коріння власних традицій, а також відкрити для себе та поважати переконання інших". Назва «Ініціативи змін» була прийнята в 2001 році, щоб підкреслити наголос організації на здійсненні соціальних змін, починаючи зі змін на особистому рівні.

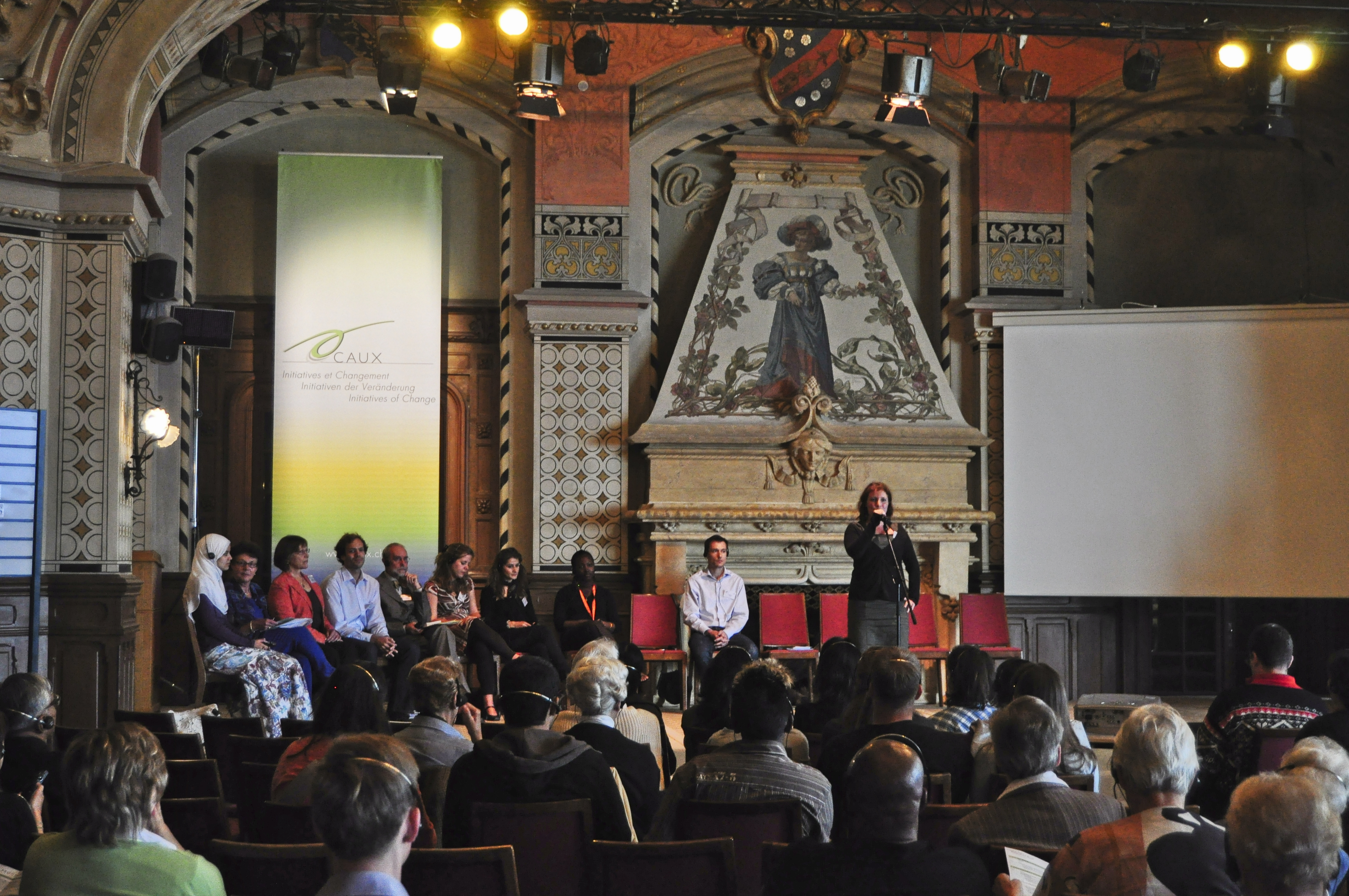
Пленарне засідання в конференційному центрі в Ко, 2009

## Програми
«Ініціативи змін» мають програми у понад 60 країнах. У Сполучених Штатах «Надія в містах» сприяє чесним розмовам про расу, примирення та відповідальність. Їхній підхід був інтегрований у «Керівництві до діалогу про одну Америку», опублікованому Білим домом за ініціативою президента США Білла Клінтона в 1998 році. Програма «Довіра та доброчесність у світовій економіці» проводить заходи в ряді західних країн, зосереджуючи увагу на подоланні корупції та побудові співпраці.  У Швейцарії Форум Ко з питань безпеки людини збирає людей, які працюють задля миру та безпеки людини. В Індії Центр урядування ІЗ співпрацює з експертами з розвитку, політиками, соціальними активістами та іншими, щоб посилити роль громадян в управлінні. Фонд за свободу має на меті підтримку розвитку демократичного суспільства в Центральній та Східній Європі. У Сьєрра-Леоне Надія Сьєрра-Леоне бере активну участь у примиренні та відбудові країни, спустошеної громадянською війною. У Франції Education à la paix (Освіта заради миру) навчає студентів про громадянську відповідальність, включаючи навички вирішення конфліктів.
Починаючи з 1991 року, коли вона була заснована в конференц-центрі Initiatives of Change у місті Ко, Швейцарія, глобальна мережа миротворців «Творці миру» (CoP) діяла у багатьох країнах, зокрема в Африці. 

## Ініціативи змін International
Ініціативи змін International, неурядова організація, що базується в місті Ко, Швейцарія, є юридичним та адміністративним органом, який координує національні органи ініціатив змін; Вона має спеціальний консультативний статус при Економічній і Соціальній Раді ООН та статус учасника в Раді Європи . Першим її головою був Корнеліо Соммаруґа, колишній президент Міжнародного комітету Червоного Хреста. Його наступником став Мохамед Санун, колишній старший радник Генерального секретаря ООН Кофі Аннана . У 2009 р. головою був обраний проф. Раджмоган Ґанді, історик та біограф свого діда Магатми Ґанді. У 2012 році головою була обрана доктор Омнія Марзук, педіатр родом з Єгипту, яка зараз проживає у Великій Британії. У 2014 році «Ініціативи змін» було нагороджено премією Усеймі за толерантність. У 2019 році президентом був обраний індійський бізнесмен Суреш Вазірані.

## Конференц-центри

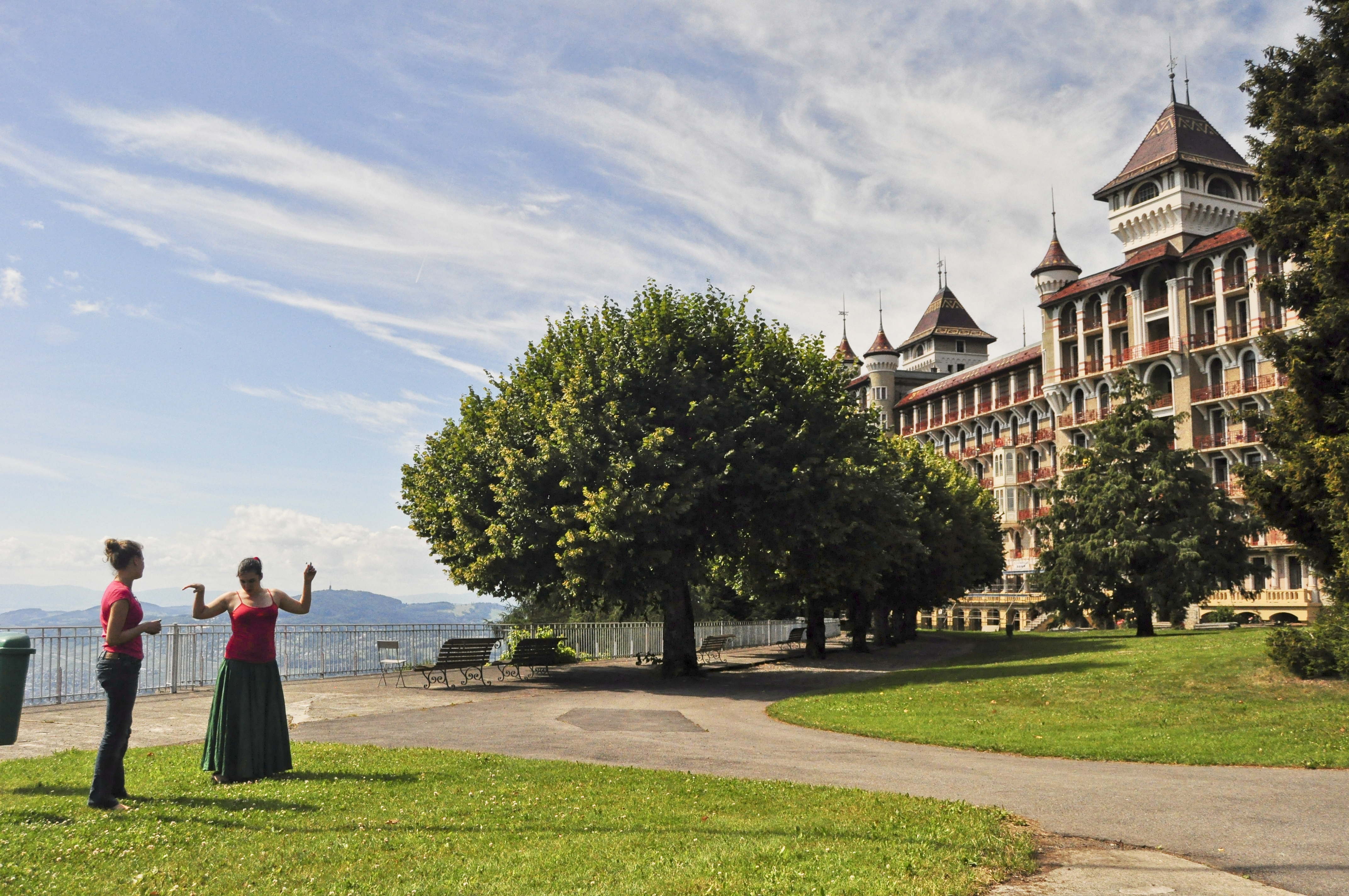
Готель «Палац Ко», конференц-центр «Ініціатив змін»

Ініціативи змін мають центри у багатьох країнах. Найбільшими конференц-центрами є Mountain House, колишній готель Caux Palace у місті Ко, недалеко від Монтре, та Asia Plateau в Панчґані в Індії.
Mountain House був занедбаним готелем у 1946 році, коли його придбали 100 швейцарських родин та відновили як місце зустрічі представників колишніх ворогуючих країн Європи. У наступні роки туди прибули тисячі учасників, у тому числі канцлер Німеччини Аденауер та міністр закордонних справ Франції Роберт Шуман .  У Ко багато хто знайшов примирення з колишніми ворогами, як наприклад французька соціалістична лідерка Ірен Лоре, яка брала активну участь у французькому Русі опору і яка після цього присвятила себе побудові франко-німецького порозуміння. Едвард Луттвак описав роботу Ко як "важливий внесок у одне з найбільших досягнень у всій історії сучасного державного мистецтва: разючо швидке франко-німецьке примирення після 1945 року". 

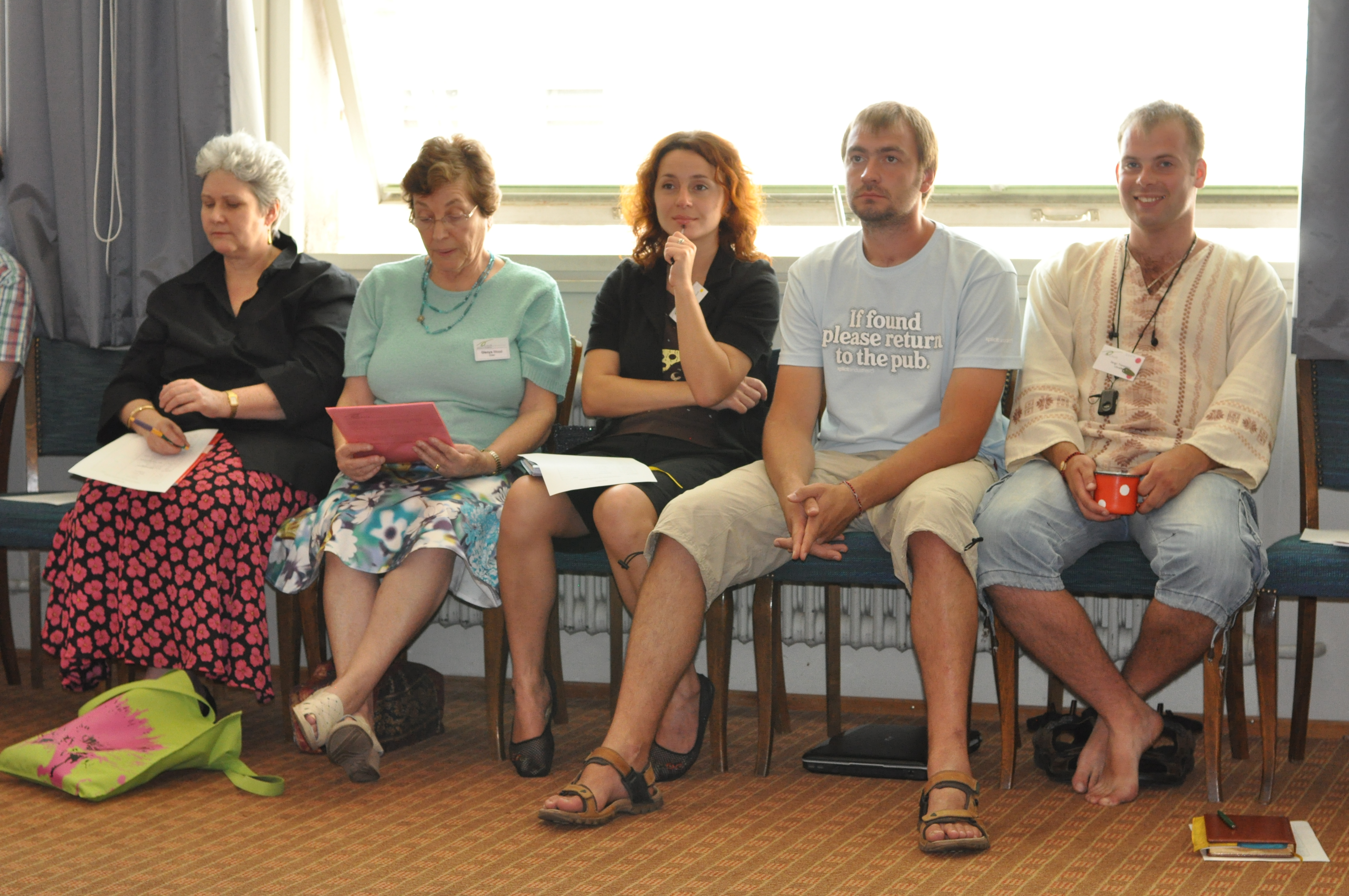
Серйозні питання часто обговорюються у неформальній атмосфері

У наступні десятиліття Ко вітало людей з країн Африки та Азії, які рухались до незалежності від колоніального панування. У 1956 році, незабаром після того, як Марокко стало незалежним, король Марокко Мохаммед V надіслав Франку Бухману повідомлення: "Я дякую вам за все, що ви зробили для Марокко протягом цих останніх років наших випробувань".  У 1960 році архієпископ Макаріос та доктор Куджук, президент та віце-президент Кіпру, спільно надіслали перший прапор незалежного Кіпру до Ко, визнаючи допомогу центру.  Зовсім недавно там зустрілися групи протиборчих фракцій з району Великих озер Африки, Сьєрра-Леоне та інших конфліктуючих територій.
Також важливими в програмах центру були зустрічі між керівництвом та профспілками. «Круглий стіл Ко» був започаткований там у 1986 році і продовжує проводити свої засідання. Ініціативи змін розробили програму Принципів для бізнесу  які зараз широко використовуються у бізнесі та промисловості.
Кожного літа центр проводить низку конференцій, присвячених певним темам, у яких беруть участь як підлітки, так і дорослі. У 2008 році перший Форум Ко з питань безпеки людини, ініційований Мохамедом Сануном, зібрав 300 людей, які працюють заради миру та безпеки людини.  і це перетворилося на щорічну конференцію "Справедливе врядування заради безпеки людини". „Земля, життя, мир” об’єднує людей з багатьох країн, які працюють над відновленням деградованих земель до продуктивного використання. „Діти як діючі особи, що перетворюють суспільство” займається питаннями прав дітей та участю дітей  у партнерстві з коаліцією організацій громадянського суспільства, такими як Child-to-Child Trust (Фонд дитина-дитині) та Learning for Well-being (Навчання для добробуту) або Міжнародна асоціація Януша Корчака.
Asia Plateau в Індії протягом більшої частини року проводить конференції, на яких розглядаються питання етичного врадування, співпраці для розвитку та врегулювання конфліктів. Вони об’єднують робітників та менеджерів з багатьох галузей діяльності, лідерів НУО, державних службовців та інших. Він також проводить міжнародні конференції, такі як "Втілення демократії в реальність" та "Діалог про справедливе врядування", які збирають учасників із понад 40 країн.

## В Україні
В Україні існує група прихильників організації, які брали ту чи іншу участь у конференціях та навчаннях у Ко та в Індії і перенесли деякі методики та ідеї на український ґрунт. Зокрема, в дусі програм «Ініціатив змін» виконувались відповідні проєкти «Основи свободи», «Україна активна: загоєння минулого», Проєкт "Дім у Баранівці", «Клуб молодих лідерів», «Тиждень довіри в Україні» та інші. Голова Правління — Софія Сидоренко

## Зовнішні посилання
- Ініціативи змін світові вебсайт [Архівовано 20 квітня 2021 у Wayback Machine.]
- Офіційний вебсайт Caux [Архівовано 1 квітня 2019 у Wayback Machine.]
- http://www.hopeinthecities.org [Архівовано 28 лютого 2013 у Wayback Machine.]
- http://www.justgovernance.net [Архівовано 6 червня 2019 у Wayback Machine.]
- http://www.in.iofc.org [Архівовано 18 травня 2022 у Wayback Machine.]